# Kejsarens nya stil 2 – Kronks nya stil
Kejsarens nya stil 2 – Kronks nya stil (engelska: Kronk's New Groove) är en animerad videofilm från 2005. Filmen släpptes direkt till video i DVD-region 1 den 13 december 2005 och är en uppföljare till Kejsarens nya stil.

## Rollista (urval)
Engelska originalröster
- Kronk ... Patrick Warburton
- Ms. Birdwell ... Tracey Ullman
- Yzma ... Eartha Kitt
- Kuzco ... David Spade
- Pacha ... John Goodman
- Chicha ... Wendie Malick
- Papi ... John Mahoney
- Rudy ... John Fiedler
- Mata ... Patti Deutsch
- Tipo ... Eli Russell Linnetz
- Chaca ... Jessie Flower
- samt ... Jeff Bennett, Bob Bergen, Tress MacNeille, Brian Cummings, Travis Oates, Leily Sanchez, Ross Simanteris, Anthony Graham, Kath Soucie, Gatlin Green, April Winchell

Svenska röster
- Kronk ... Fredrik Hiller
- Kuzco ... Figge Norling
- Pacha ... Allan Svensson
- Yzma ... Ewa Fröling
- Miss Birdwell ... Myrra Malmberg
- Groove Singer ... Nana Hedin
- Chicha ... Anna Rydgren
- Rudy ... Nils Eklund
- Servitris ... Gunvor Pontén
- Tipo ... Daniel Melén
- Papi ... Torsten Wahlund
- Chaca ... Norea Sjöquist
- samt ... Amanda Jennefors, Annica Smedius, Dick Eriksson, Christina Schollin, Sam Molavi, Mikaela Ardai Jennefors, Stephan Karlsén, Hans Lindgren, Hans Wahlgren, Hugo Paulsson, Vicki Benckert, Martin Östergren, Michael Blomqvist, Anna Lundström, Johan Lejdemyr, Robert Iversen, Heidi Gardenkrans, Helena Bystedt

### Fotnoter
1. ↑  ”Kejsarens nya stil 2: Kronks nya stil”. Disneyania. 19 mars 2005. http://www.d-zine.se/filmer/kejsarensnyastil2.htm. Läst 20 augusti 2016.